# Zelený Háj
Zelený Háj (německy Hagengrün) je malá vesnice, místní část obce Vojtanov v okrese Cheb v Karlovarském kraji. V roce 2011 zde trvale žili čtyři obyvatelé.
Zelený Háj se nachází přibližně 1,5 kilometru jihozápadně od Vojtanova a třináct kilometrů severozápadně od Chebu v nadmořské výšce 520 metrů.

## Historie
Poprvé je Zelený Háj v historických textech zmiňován v roce 1309.

## Obyvatelstvo
Při sčítání lidu v roce 1921 zde žilo 66 obyvatel, kromě šesti cizozemců všichni německé národnosti. K římskokatolické církvi se hlásilo 65 obyvatel, jeden k evangelické.
| Rok            | 1869 | 1880 | 1890 | 1900 | 1910 | 1921 | 1930 | 1950 | 1961 | 1970 | 1980 | 1991 | 2001 | 2011 | 2021 |
| -------------- | ---- | ---- | ---- | ---- | ---- | ---- | ---- | ---- | ---- | ---- | ---- | ---- | ---- | ---- | ---- |
| Počet obyvatel | 85   | 97   | 90   | 75   | 88   | 66   | 78   | 18   | 23   | 22   | -    | 10   | 8    | 4    | 9    |
| Počet domů     | 12   | 13   | 13   | 13   | 13   | 13   | 13   | 10   | -    | 5    | -    | 4    | 6    | 6    | 6    |

## Obecní správa
Při sčítání lidu v letech 1850–1976 Zelený Háj byl osadou obce Vojtanov v okrese Cheb. Od 1. dubna 1976 do 30. června 1980 byl částí města Františkovy Lázně v okrese Cheb. Od 1. července 1980 do 31. prosince 1991 byla vesnice úředně zrušena (od 1. července 1980 do 23. listopadu 1990 byla součástí Františkových Lázní a od 24. listopadu 1990 do 31. prosince 1991 opět součástí Vojtanova) a jako část obce Vojtanov byla obnovena 1. ledna 1992.

## Doprava
Zelený Háj je nejlépe dostupný ze silnice I/64, z křižovatky u obce Poustka a dále po silnici 02114. Další možností je stejná cesta z druhé strany z Vojtanova. Silnice je zde však velmi úzká. Okolo vesničky prochází železnice na trati 148, zastávka zde ale není. V blízkosti se však nachází zastávka Vojtanov-obec.

## Pamětihodnosti
- Hrázděné stavby
- Chebský kříž opravený v roce 2018
- boží muka z roku 1882